# Anadiplosis venusta
Anadiplosis venusta är en tvåvingeart som beskrevs av Tavares 1916. Anadiplosis venusta ingår i släktet Anadiplosis och familjen gallmyggor. Inga underarter finns listade i Catalogue of Life.